# الحزب الشيوعي الفليبيني
الحزب الشيوعي في الفلبين (الفلبينية: Partido Komunista ng Pilipinas) هو الحزب الشيوعي الأساسي والأول في الفلبين. برغم ذلك لا يزال منظمة سياسية سرية مغلقة منذ تأسيسه في 26 ديسمبر 1968 وظل يعمل الحزب بطريقة سرية منذ تأسيسه. يهدف الحزب إلى الإطاحة بالحكومة الفلبينية من خلال ثورة مسلحة بقيادته المباشرة على جناحه العسكري الجيش الشعبي الجديد أو جيش الشعب الجديد والجبهة الوطنية الديمقراطية.

## تاريخ الحزب
تم إعادة تأسيس الحزب الشيوعي في الفلبين (CPP) في26 ديسمبر 1968 ، وبالتزامن مع الذكرى 75 لميلاد الرئيس الصيني ماو تسي تونغ .
قام خوسيه ماريا سيسون وبالتعاون مع مجموعة شيوعية ثورية داخل الحزب الشيوعي الفلبيني القديم PKP1930 حيث كان مع مجموعة ثورية يقومون بالتعليم النظري والسياسي السري على الماركسية اللينينية، مع إيلاء اهتمام خاص مكرس للعمال والفلاحين والشباب . هذا من شأنه أن يؤدي في نهاية المطاف إلى انقسام كبير بين أعضاء الحزب القديم PKP . الأعضاء الجدد دعوا إلى استئناف ما اعتبروه الثورة المسلحة ضد الهيمنة الأجنبية والإقطاعية، مشيرا إلى إرث وحكم الأمر الواقع استمرار الحرب الفلبينية الأمريكية عام 1899 ، وعملوا على ما أسموه مكافحة الذاتية والانتهازية في تاريخ الحزب محاربة التحريفية الحديثة التي يجري الترويج من قبل الاتحاد السوفياتي . وكان هذا الفكر أساسا لتقسيم من PKP - 1930، (إعادة) إنشاءالحزب الشيوعي الفلبيني، ".

## مؤتمر إعادة التأسيس
جرت خلافات عظيمة داخل الحزب الشيوعي القديم بين جناح موال للأتحاد السوفييتي وأفكار التعايش السلمي ومحاربة الستالينية الأمر الذي اعتبره الجناح الراديكالي الثوري نوعاً من التحريفية السوفيتية في عام 1950 بدأ الانقسام الحاد في الحزب يظهر ولكن الأغلبية من الجماهير الحزبية كانت موالية للتيار اليساري الثوري واختلفت قيادة الحزب القديم مع التيار الثوري بشدة ورفضوا البرامج والتقارير التي تقدم بها أمادو غريرو وخوسيه سيسون أعاد الجناح اليساري ترتيب أوراقع وأعلن وثيقة حزبية بعنوان تصحيح الأخطاء وإعادة بناء الحزب وصدر برنامج الثورة الوطنية الديموقراطية الشعبية ودستور جديد للحزب في مؤتمر أقر أن قيادة الحزب تحريفية وأن التيار الثوري الجديد أعلن صراحة انتسابه الأيدلوجي للماركسية اللينينية نهج ماو تسي تونغ (أصبح ماركسي لينيني ماوي فيما بعد) وتم انتخاب لجنة مركزية جديدة مؤلفة من 12 عضو على رأسهم ماريا سيسون

## الحرب الشعبية في الفلبين
في جلسة حزبية أعلن الحزب حركة التصحيح الثانية في الذكرى العاشرة لإعادة تأسيس الحزب الشيوعي الفلبيني وأعلن أنه يجب البحث في الأخطاء السابقة وتصحيحها والمضي قدماً في تنفيذ البرامج الثورية وتطويرها أصدر الأمين العام للحزب لوينغ أرماندو وثيقة سياسية تؤكد أنه يجب المضي إلى الأمام في تنفيذ البرامج السياسية والثورية للحزب وإنجاز مهام الثورة وقامت القيادة بعملية تطهير للعناصر التي وصفت بالتحريفية والانتهازية من القيادة السياسية وتم تفعيل الوثيقة الثورية عام 1992 في اجتماع للجنة المركزية أقر هذه الوثيقة، ومازال الحزب يخوض صراعاً مسلحاً في الفلبين ويحقق مكاسي عسكرية وسياسية على الأرض توازي ما يحققه الحزب الشيوعي الهندي (الماوي)